# زیردریایی یو-۳۵۶
زیردریایی یو-۳۵۶ (به انگلیسی: German submarine U-356) یک زیردریایی بود که طول آن ۶۷٫۱ متر (۲۲۰ فوت ۲ اینچ) بود. این زیردریایی در سال ۱۹۴۱ ساخته شد.